# Laboratoire de physique des lasers, atomes et molécules
 (août 2020).
 (décembre 2011).
Si vous disposez d'ouvrages ou d'articles de référence ou si vous connaissez des sites web de qualité traitant du thème abordé ici, merci de compléter l'article en donnant les références utiles à sa vérifiabilité et en les liant à la section « Notes et références ».
Le laboratoire de physique des lasers, atomes et molécules (PhLAM) est un laboratoire de physique situé à Villeneuve-d'Ascq (Cité Scientifique). C'est une unité mixte de recherche (UMR 8523) de l'université de Lille et du CNRS.
Ces différentes thématiques de recherches sont :
- Atomes froids
- Physico-chimie moléculaire théorique
- Dynamique non-linéaire
- Photonique
- Spectroscopie et applications